# 大薮大橋
大薮大橋（おおやぶおおはし）は、岐阜県羽島市と安八郡輪之内町の間の長良川にかかる岐阜県道30号羽島養老線の橋である。
1974年（昭和49年）から調査と用地買収が開始された。この橋が1988年（昭和63年）6月28日に開通したことに伴い、県営「大薮渡船」が廃止された。建設費は35億5000万円。

## 概要
- 供用開始：1988年（昭和63年）6月28日
- 延長：609.4m
- 橋梁形式：鋼合成I桁
- 所在地：岐阜県羽島市堀津町 - 安八郡輪之内町大薮